# Fuji (vaisseau spatial)
Pour les articles homonymes, voir Fuji.

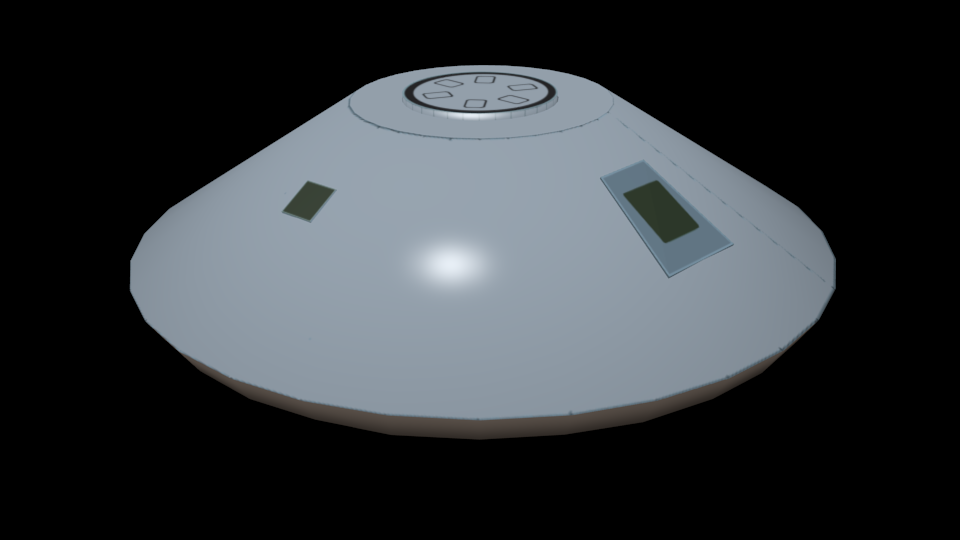
Vue d'artiste de la capsule Fuji.

Fuji (en japonais : ふじ) est un projet japonais de capsule spatiale habitée, proposé en décembre 2001 par le centre de recherche sur les missions avancées de l'Agence nationale de développement spatial du Japon (NASDA) du Japon. Il est cependant annulé après la réorganisation du secteur spatial du pays en 2003.

## Contexte
Au Japon, les vols spatiaux habités avant 2001 dépendaient surtout du programme de la navette spatiale américaine, et le développement indépendant de véhicules spatiaux n'a pas été adopté comme objectif à court ou moyen terme. Au lieu de cela, la NASDA, suivant la plupart des projets de cette époque, a choisi de recommander l'utilisation de vaisseaux réutilisables dotés d'ailes tels que la navette spatiale américaine et HOPE.
Cependant, après que le gouvernement japonais a réorganisé ses efforts d'exploration spatiale sous la direction de l'Agence d'exploration aérospatiale japonaise (JAXA), Fuji a été proposé. L'accident de la navette spatiale Columbia en 2003 a également soulevé des questions sur la sécurité des systèmes réutilisables, et la JAXA a estimé que la conception de Fuji, basée sur une capsule classique à usage unique, serait possible à développer dans un délai relativement court de huit ans.

## Versions
La conception proposée de Fuji était un vaisseau spatial modulaire, avec diverses configurations remplissant différents rôles.

### Système minimum
La configuration minimale du système Fuji n'était essentiellement qu'une capsule de rentrée avec une autonomie de vol spatial habité de 24 heures. Son développement était prévu dès le début du projet global. Ce système minimum s'appelait Core Module (CM) et devait être un module en forme de cône d'un diamètre de 3,7 m pour environ 1,5 m de hauteur, d'un poids brut de 3 tonnes ou moins et de la place pour un équipage de trois personnes. Cette forme de soucoupe volante particulièrement aplatie (par rapport à une capsule Apollo) a été choisie pour générer de la portance après une rentrée atmosphérique à incidence élevée, minimisant l'accélération ressentie. Elle devait être équipée de propulseurs pour le contrôle d'attitude et d'un moteur-fusée capable de produire une petite quantité de poussée. Le coût de fabrication visé devait être d'environ 800 millions de yens.

### Système standard
Le système standard a été conçu pour être capable d'effectuer des vols d'une durée d'un mois et en orbite lunaire. Ce système devait être composé du système minimum et de deux modules supplémentaires, un module d'extension (EM, Expansion Module) et un module de propulsion (PM, Propulsion Module). L'EM a été envisagé comme un espace de vie pour les vols spatiaux de longue durée, remplissant le même rôle que le module orbital du vaisseau Soyouz. Le PM disposait de moteurs-fusées pour faciliter les changements d’orbite et de panneaux solaires pour la production d’électricité.

### Système économique
La conception du système économique visait à réduire le coût des voyages spatiaux et était basée sur le système minimum. Ce système devait être une version low cost du CM, néanmoins capable de transporter un pilote et quatre passagers.

### Autres modules
Des modules supplémentaires étaient prévus, notamment un module de laboratoire spatial équipé d'un mécanisme de rayonnement thermique, un module de bras manipulateur et un module gonflable Simple Life Support Module.

## Caractéristiques
Le vaisseau spatial Fuji a été conçu pour garantir la sécurité en adoptant des technologies existantes courantes telles qu'une tour de sauvetage et des boucliers thermiques ablatifs.
Après la rentrée, la capsule Fuji devait utiliser un parafoil (en) et un système de guidage automatique basé sur la technologie GPS pour une descente et un atterrissage contrôlés.
Une méthode d'architecture ouverte a été utilisée dans le développement de Fuji pour contrôler les coûts, promouvoir le développement technologique et élargir le marché potentiel. En particulier, les développeurs ont divulgué des informations sur l'interface machine/électrique/thermique entre les systèmes, n'ont pas limité l'utilisation de cette interface et ont fourni le critère de test des systèmes.
De plus, Fuji ne devait pas se limiter au lanceur H-IIA pour le lancement.

## Missions proposées
Divers objectifs ont été envisagés pour Fuji, notamment la desserte des stations spatiales, le tourisme spatial et les vols vers la Lune ou les astéroïdes.